# Concarán (álbum)
Concarán se tituló el primer álbum de la banda argentina de rock Black Amaya Quinteto, que fue grabado en 2005 y presentado el 20 de mayo de 2006.

## Detalles varios
- Este disco debut fue grabado en primeras y segundas tomas de todos los integrantes juntos, sin cortar ni agregar notas, para mantener al máximo el sonido crudo de los shows en vivo. El álbum fue bautizado en homenaje al pueblo de Concarán, San Luis donde nació toda la familia paterna de Black Amaya, el líder de la banda .

## Temas
1. Concarán
2. Blues desde la cárcel
3. Listos para el show
4. Me gusta ese tajo
5. El tren blanco
6. Blues de otoño
7. Movin Out
8. Blues de la amenaza nocturna
9. Rock Me Baby
10. Shake Your Moneymaker
11. I Can't Be Satisfied
12. Spider and the Fly
13. Rulos Boogie
14. Nicky

## Integrantes de la banda en el disco
- Diego Czainik: Voz.
- Santiago "Rulo" García: Guitarra - Slide.
- Federico Salgado: Contrabajo - Coros.
- Nico Raffaeta: Piano - Hammond.
- Black Amaya: Batería.